# Maurice Day
Pour les articles homonymes, voir Day.
Maurice Day (1892 - 1983) était un photographe et peintre américain.
Il est connu pour avoir photographié à la demande des studios Disney les forêts du Maine, sources d'inspiration et modèles du film Bambi (1942).